# SJ T41 sorozat
Az SJ T41 sorozat egy svéd dízel villamos erőátvitelű dízelmozdony-sorozat volt. 1956-ban összesen öt db-ot gyártott a NOHAB a sorozatból amerikai licence alapján. Ezzel megkezdődött a nem villamosított svéd vasútvonalakról az elavult gazdaságtalan gőzmozdonyok cseréje. A sorozat 1988-ban lett selejtezve. Kettő mozdony megőrzésre került a Svéd vasúti múzeumban.